# Winter ~Winter Rose/Duet -winter ver.-~
Winter ~Winter Rose/Duet -winter ver.-~ – trzydziesty trzeci singel południowokoreańskiego zespołu TVXQ, wydany w Japonii 30 listopada 2011 roku przez Avex Trax. Został wydany w trzech edycjach: regularnej CD, limitowanej CD+DVD oraz „Bigeast”. Osiągnął 2 pozycję w rankingu Oricon i pozostał na liście przez 14 tygodni, sprzedał się w nakładzie 153 177 egzemplarzy w Japonii. Singel zdobył status złotej płyty.

## Lista utworów

### CD
| CD | CD                                        | CD             | CD                         | CD             | CD      |
| Nr | Tytuł utworu                              | Tekst          | Kompozycja                 | Aranżacja      | Długość |
| -- | ----------------------------------------- | -------------- | -------------------------- | -------------- | ------- |
| 1. | „Winter Rose”                             | Gorō Matsui    | Erik Lidbom, Jeff Miyahara | Erik Lidbom    | 4:48    |
| 2. | „Duet -winter ver.-”                      | Shinjirō Inoue | Shinjirō Inoue             | Shinjirō Inoue | 5:37    |
| 3. | „Winter Rose -reversible ver.-”           | Gorō Matsui    | Erik Lidbom, Jeff Miyahara | Erik Lidbom    | 4:49    |
| 4. | „Winter Rose” (Less Vocal)                |                | Erik Lidbom, Jeff Miyahara | Erik Lidbom    | 4:48    |
| 5. | „Duet -winter ver.-” (Less Vocal)         |                | Shinjirō Inoue             | Shinjirō Inoue | 5:37    |
| 6. | „Duet -winter ver.-” (Member Chorus ver.) | Shinjirō Inoue | Shinjirō Inoue             | Shinjirō Inoue | 5:35    |

### CD+DVD
| CD | CD                                | CD             | CD                         | CD             | CD      |
| Nr | Tytuł utworu                      | Tekst          | Kompozycja                 | Aranżacja      | Długość |
| -- | --------------------------------- | -------------- | -------------------------- | -------------- | ------- |
| 1. | „Winter Rose”                     | Gorō Matsui    | Erik Lidbom, Jeff Miyahara | Erik Lidbom    | 4:48    |
| 2. | „Duet -winter ver.-”              | Shinjirō Inoue | Shinjirō Inoue             | Shinjirō Inoue | 5:37    |
| 3. | „Winter Rose” (Less Vocal)        |                | Erik Lidbom, Jeff Miyahara | Erik Lidbom    | 4:48    |
| 4. | „Duet -winter ver.-” (Less Vocal) |                | Shinjirō Inoue             | Shinjirō Inoue | 5:37    |

| DVD | DVD                                  | DVD     |
| Nr  | Tytuł utworu                         | Długość |
| --- | ------------------------------------ | ------- |
| 1.  | „Duet” (Video Clip)                  |         |
| 2.  | „Duet” (Video Clip) (Member Version) |         |
| 3.  | „Off Shot Movie”                     |         |

## Notowania
| Lista                             | Pozycja           |
| --------------------------------- | ----------------- |
| Oricon Weekly Singles Chart       | 2                 |
| Oricon Yearly Singles Chart       | 54                |
| Billboard Japan Hot 100           | 2 („Winter Rose”) |
| Billboard Japan Top Singles Sales | 2                 |